# کیش‌هودوش
کیش‌هودوش (به مجاری:  Kishódos) یک منطقهٔ مسکونی در مجارستان است که در سابولچ-ساتمار-برگ واقع شده‌است. کیش‌هودوش ۸٫۹۲ کیلومتر مربع مساحت و ۶۸ نفر جمعیت دارد.